# Dennis Lehane
Dennis Lehane (Boston, 4 augustus 1965) is een Amerikaanse auteur. Enkele van zijn boeken werden succesvol verfilmd in Hollywood.

## Biografie
Dennis Lehane werd geboren op 4 augustus 1965 in Boston, Massachusetts. Zijn familie is van Ierse origine. Boston is vaak ook de thuishaven van de personages in zijn romans. Lehane was in het verleden getrouwd met een advocate, maar is nu gehuwd met dokter Angela Bernardo. Hij studeerde af aan de Florida International University.
In 1994 kwam zijn eerste werk uit: A Drink Before the War. In dat boek gebruikte hij voor het eerst de personages Patrick Kenzie en Angela Gennaro, twee privédetectives. Zij zouden later nog terugkeren in enkele andere romans, waaronder Gone, Baby, Gone dat in 2007 verfilmd werd door Ben Affleck, die eveneens afkomstig is uit Boston. De titel van de film is net als die van het originele boek Gone Baby Gone.
De eerste verfilming van Lehanes werk dateert al van 2003. Toen filmde regisseur Clint Eastwood Mystic River, gebaseerd op het gelijknamige boek van Lehane. De film kon rekenen op enkele grote namen als Sean Penn, Tim Robbins en Kevin Bacon. Penn en Robbins wonnen beiden een Academy Award voor hun vertolkingen. Na Mystic River en later Gone Baby Gone werd Lehane een bekende naam in Hollywood. Bovendien schreef hij ook enkele afleveringen voor de succesvolle en alom geprezen televisieserie The Wire van HBO.
In 2009 bracht regisseur Martin Scorsese Shutter Island naar het witte doek. Het gelijknamige boek waarop de film is gebaseerd, speelt zich in 1954 af en werd een lange tijd als onverfilmbaar beschouwd omwille van de complexe structuur van het verhaal. De hoofdrollen in de film worden vertolkt door Leonardo DiCaprio, Ben Kingsley en Mark Ruffalo. Het boek werd door Laeta Kalogridis omgevormd tot een scenario.

## Filmografie
- Mystic River (2003)
- The Wire (2002) schrijver
  - Episode 3.03 Dead Soldiers (2004)
  - Episode 4.04 Refugees (2006)
  - Episode 5.08 Clarifications (2008)
- Gone Baby Gone (2007)
- Shutter Island (2010)
- Castle (2009) acteur, speelt zichzelf
  - Episode 3.21 The Dead Pool (2011)
- Boardwalk Empire (2013) schrijver; creatieve consultant
- The Drop (2014) gebaseerd op het korte verhaal Animal Rescue
- Live by Night (2016)

- Bibsys: 3040713
- Biblioteca Nacional de España: XX1042541
- Bibliothèque nationale de France: cb13518479z (data)
- Catàleg d'autoritats de noms i títols de Catalunya: 981058514295606706
- CiNii: DA12998863
- Gemeinsame Normdatei: 120314460
- International Standard Name Identifier: 0000 0003 7280 6567
- Library of Congress Control Number: n94037390
- Nationale Bibliotheek van Letland: 000222276
- MusicBrainz: c3fd84ae-2e28-4c8d-9c5d-784ccc64fc93
- Bibliotheek van het Japanse parlement: 00734416
- Nationale Bibliotheek van Tsjechië: xx0018420
- Nationale bibliotheek van Australië: 35337377
- Nationale Bibliotheek van Israël: 987007462839905171
- Nationale Bibliotheek van Polen: a0000002956845
- Nationale en Universitaire bibliotheek Zagreb: 000274124
- Réseau des bibliothèques de Suisse occidentale: 02-A005958055
- Istituto Centrale per il Catalogo Unico: LO1V172470
- LIBRIS: 316435
- Système universitaire de documentation: 050188690
- Trove: 916716
- Virtual International Authority File: 10004693
- WorldCat: E39PBJmpfy9vcK4BdvmxpxxqwC